# Friedrich Fischer (Architekt)

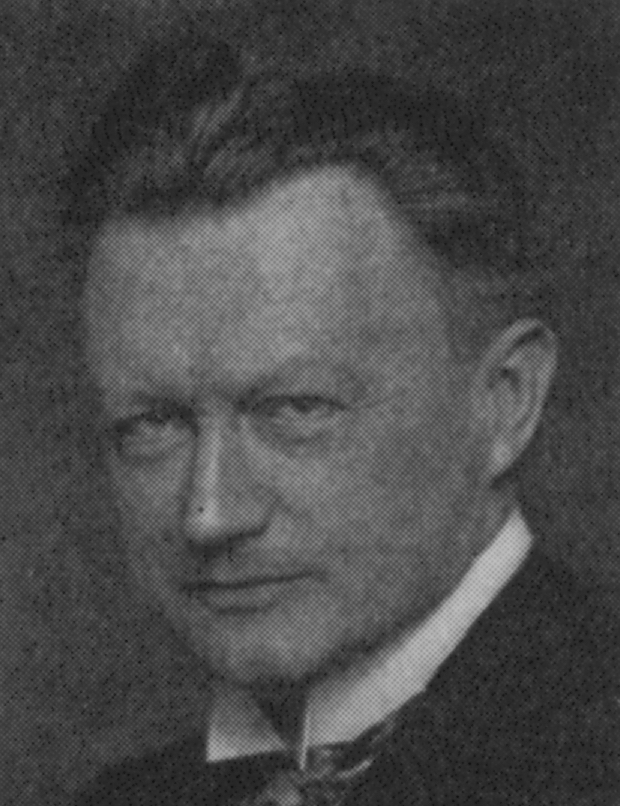
Friedrich Fischer

Friedrich Fischer (* 27. März 1879 in Elbing; † 19. Juni 1944 in Hannover, vollständiger Name: Friedrich Wilhelm Heinrich Fischer) war ein deutscher Architekt und Hochschullehrer.

## Leben
Fischer schloss 1905 sein Studium in Berlin als Diplom-Ingenieur ab. Während seines Studiums wurde er Mitglied im Akademischen Verein Motiv. Anschließend ging er 1906 als Regierungsbauführer (Referendar im öffentlichen Bauwesen) nach Danzig. Im Jahr 1910 wurde er zum Dr.-Ing. promoviert und nach bestandenem Staatsexamen zum Regierungsbaumeister (Assessor im öffentlichen Bauwesen) in Danzig befördert. Außerdem war er Privatdozent für Architektur / Backstein-Baukunst an der 1904 gegründeten Technischen Hochschule Danzig.
Im Jahr 1911 schied Fischer aus dem preußischen Staatsdienst aus. Von 1914 bis 1918 nahm er als aktiver Soldat am Ersten Weltkrieg teil. Nach Kriegsende wurde er 1918 Stadtbauinspektor in Danzig und 1919 Honorarprofessor an der Technischen Hochschule Danzig. 1921 wurde er zum Oberbaurat im Freistaat Danzig befördert.
1925 wurde er als ordentlicher Professor für mittelalterliche Baukunst an die Technische Hochschule Hannover berufen. Nebenamtlich war Fischer ab 1929 als Konsistorialbaumeister der evangelisch-lutherischen Landeskirche in Hannover tätig. Im November 1933 unterzeichnete er das Bekenntnis der deutschen Professoren zu Adolf Hitler.

## Bauten und Entwürfe (Auswahl)

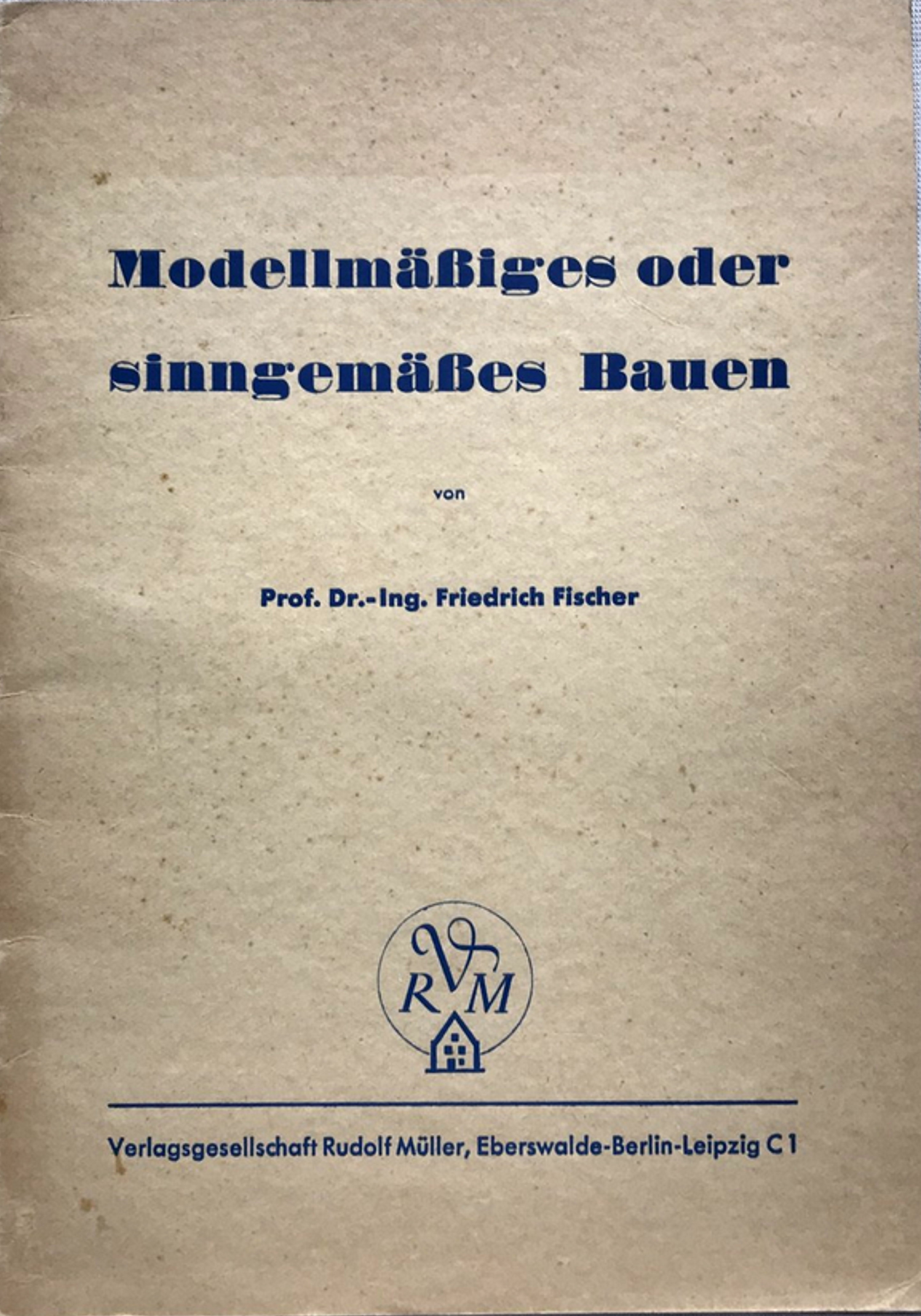
"Modellmäßiges oder sinngemäßes Bauen" (1942) von Friedrich Fischer, Technische Hochschule Hannover

- 1911: Privatklinik Graffunder in Elbing[3]
- 1919: „Siedlung Osterzeile“ in Danzig
- 1921: Hochbauten auf dem Zentralfriedhof in Danzig
- 1922: Kriegerdenkmal für die Gefallenen des Ersten Weltkriegs vor der evangelischen Kirche in Danzig-Neufahrwasser[4]
- vor 1924: Kriegerdenkmal für die Gefallenen des Ersten Weltkriegs in der St.-Katharina-Kirche in Danzig
- 1925–1926: Wasserwerk Misburg, Alte Peiner Heerstraße 170
- 1927: Jugendheim in Misburg, Anderter Straße 53[5]
- Kriegerdenkmal für die Gefallenen des Ersten Weltkriegs auf dem Garnisonsfriedhof in Magdeburg
- Kriegerdenkmal für die Gefallenen des Ersten Weltkriegs in der Kirche St. Trinitatis in Magdeburg

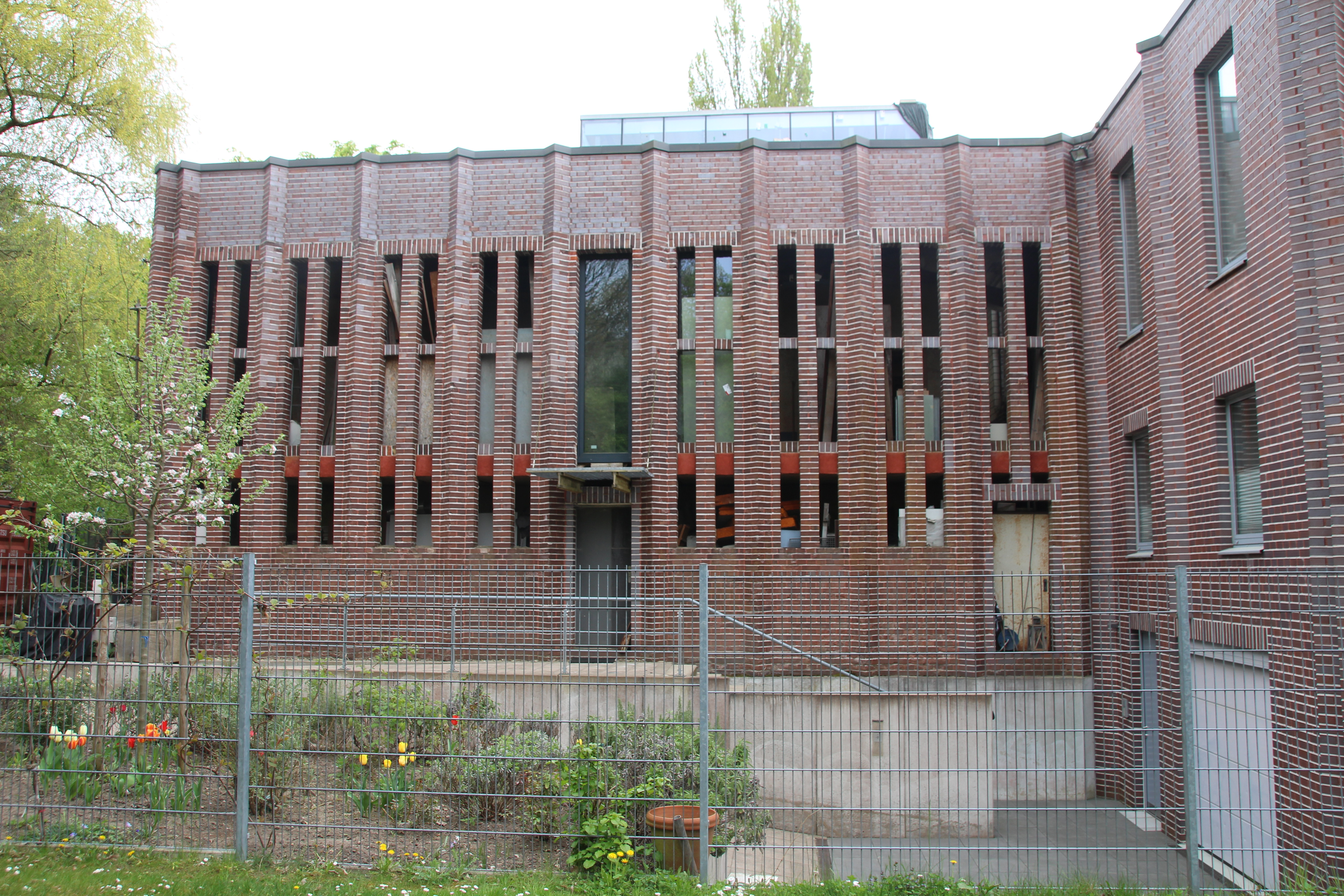
Wasserwerk in Misburg
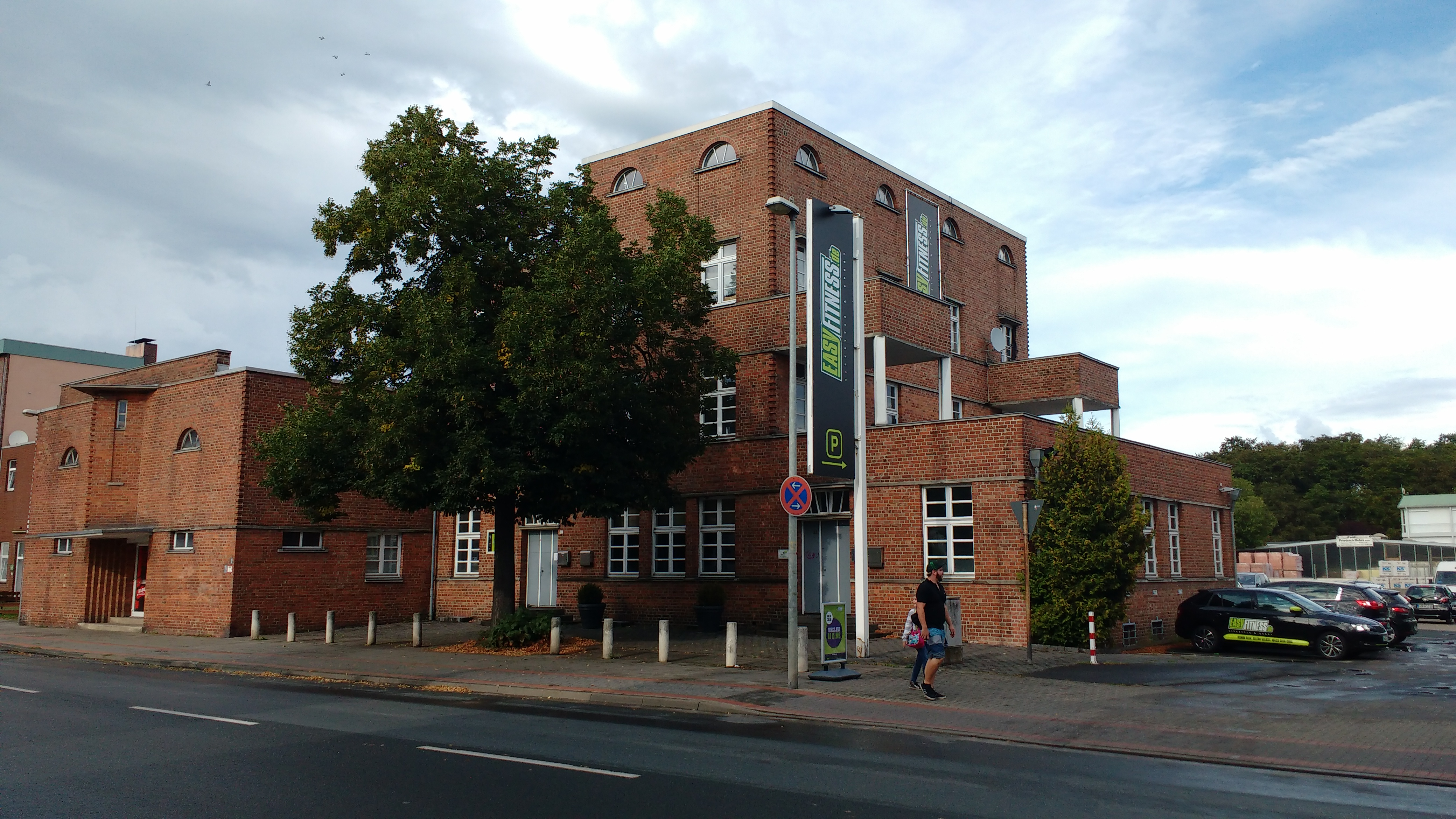
Jugendheim in Misburg